# Сассетта
Это статья о художнике. О городе см. Сассетта (город).
Сассетта (итал. Il Sassetta, настоящее имя Стефано ди Джованни ди Консоло да Кортона  итал. Stefano di Giovanni di Consolo da Cortona; 1392, Сиена, Тоскана — 1 апреля 1450, там же) — итальянский живописец сиенской школы переходного периода от проторенессанса и стиля интернациональной готики к искусству кватроченто.

## Биография
Псевдоним «Сассетта» засвидетельствован только с XVIII века и сначала в форме фамилии, вероятно, из ошибочного прочтения документов.
Дата его рождения неизвестна, вероятно, в Сиене, хотя существуют гипотезы о его возможном рождении в Кортоне, в доме своего отца Джованни ди Консоло, о чём свидетельствует появление названия города рядом с именем художника во многих документах. Однако в Сиене сохранилась запись о крещении только одного Стефано ди Джованни, и она помечена 1392-м годом, поэтому вероятно, в этом году он родился в Сиене. Некоторые специалисты не согласны с тем, что речь в этой записи идет именно о Сассетте, и относят дату его рождения примерно к 1400-му году, основываясь на том, что первая его работа датирована 1423 годом. Стефано ди Джованни вырос в Сиене, его вкус воспитывался в Сиене, а обучение мастерству предположительно он прошел в мастерской Паоло ди Джованни Феи.
Сассетта, признанный и оценённый современниками, о чём свидетельствуют сделанные ему многие заказы, имел множество учеников. На протяжении многих лет личность художника оставалась без внимания критиков и была вновь оценена лишь в начале XX века. Джон Поуп-Хеннесси наблюдал, как художник, который некогда был самым известным из итальянских живописцев, был предан несправедливой критике и забвению. Однако он был заново открыт выдающимся мастером «знаточеских» атрибуций Бернардом Беренсоном. Ныне он считается одним из главных представителей сиенской живописи первой половины XV века.

## Алтарь Евхаристии

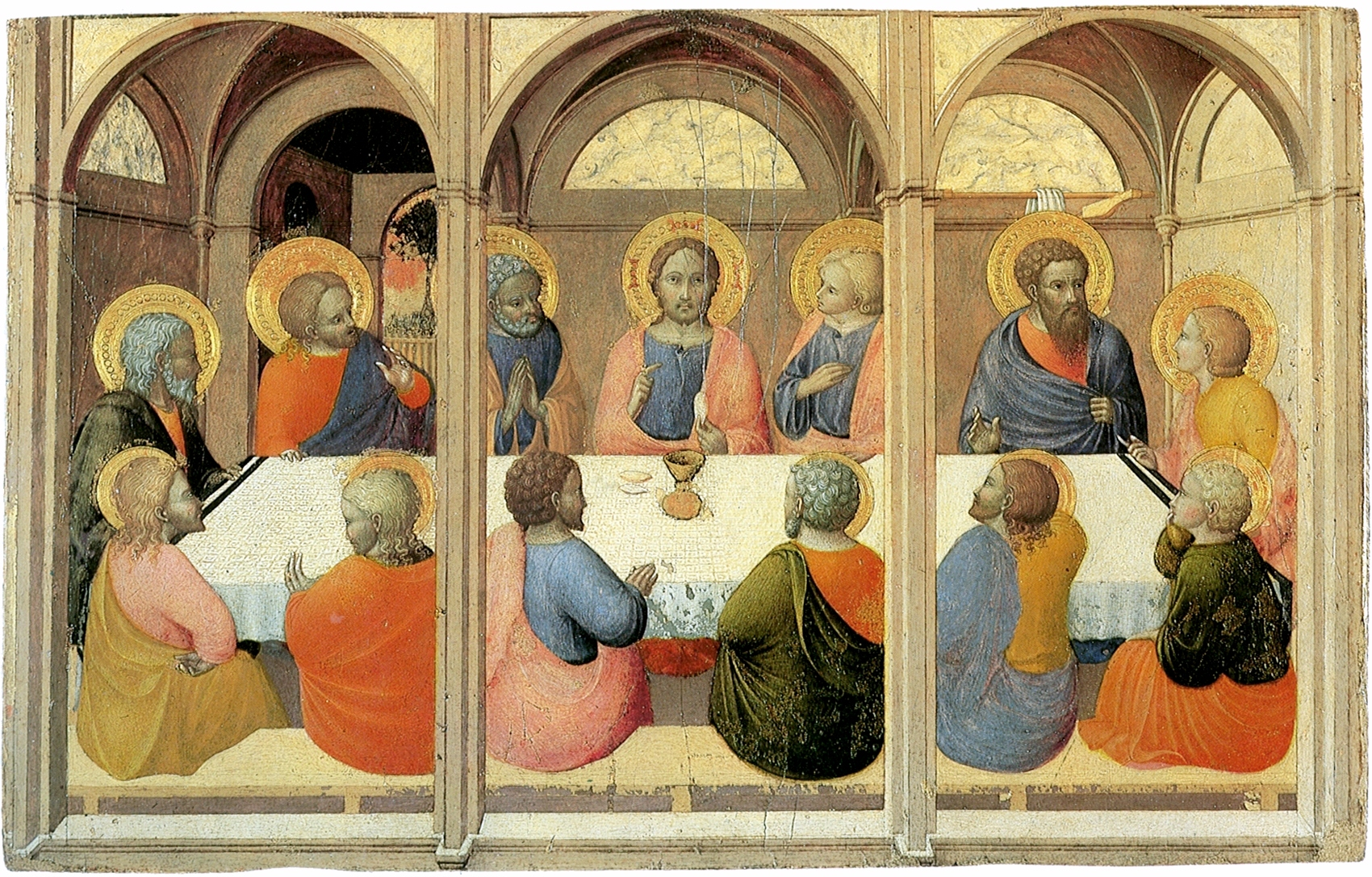
Сассетта. Алтарь Евхаристии. Панель пределлы: Установление евхаристии. 1423—1426. Пинакотека, Сиена

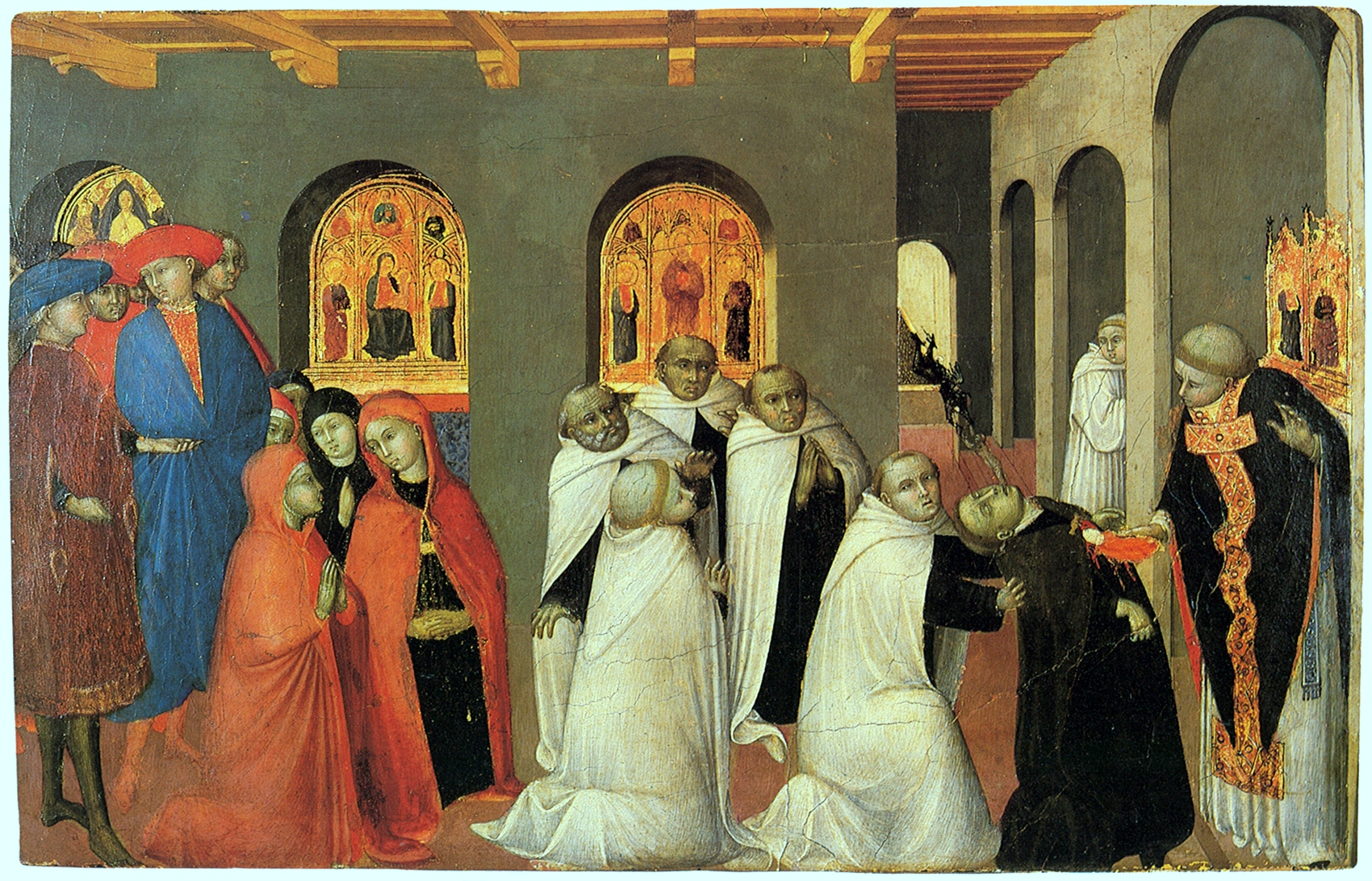
Сассетта. Алтарь Евхаристии. Панель пределлы: Чудо таинства. 1423—1426. Музей Боуз, Дерхэм, Барнард Кастл

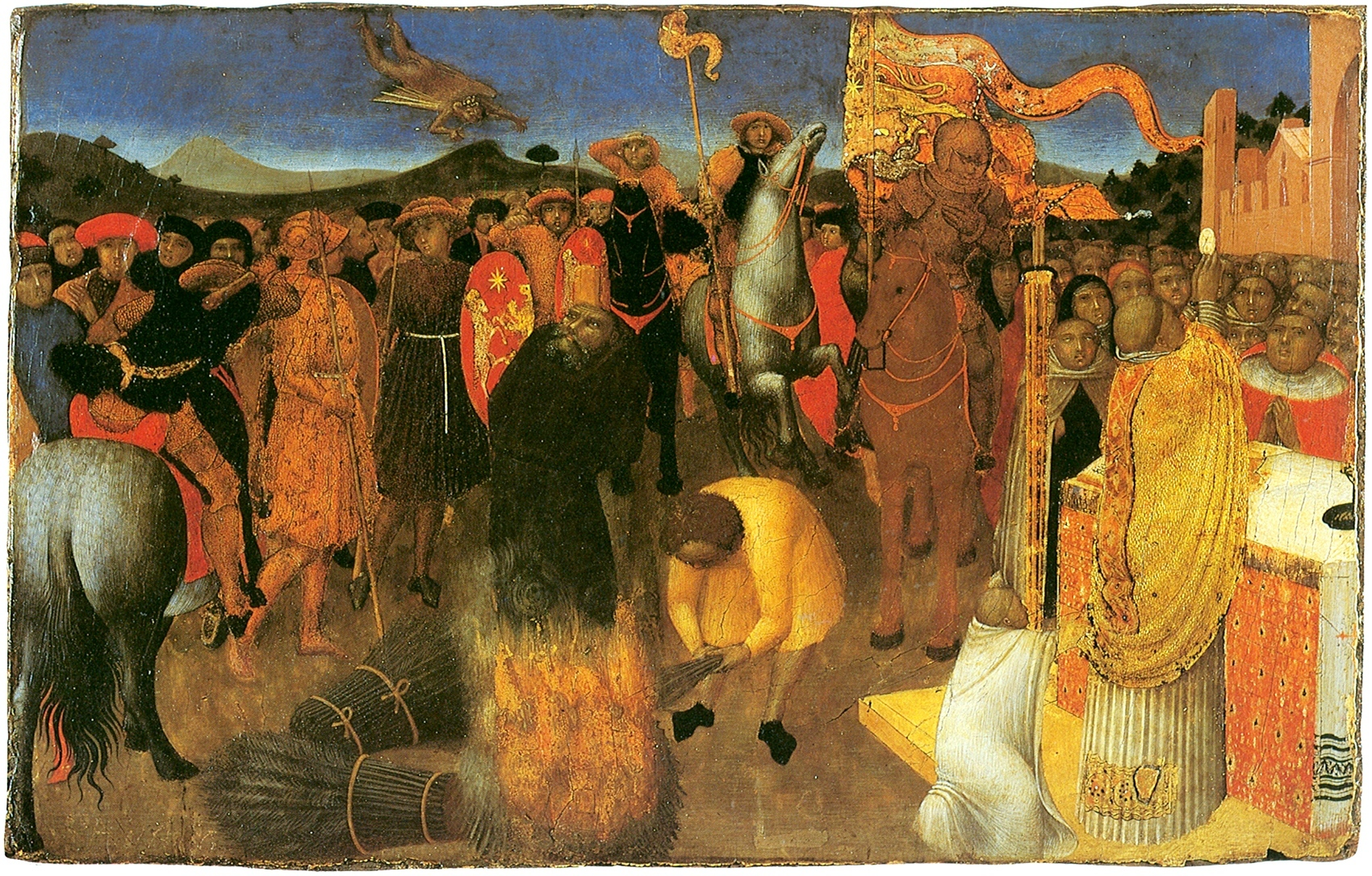
Сассетта. Алтарь Евхаристии. Панель пределлы: Сожжение еретика.1423—1426. Национальный музей, Мельбурн

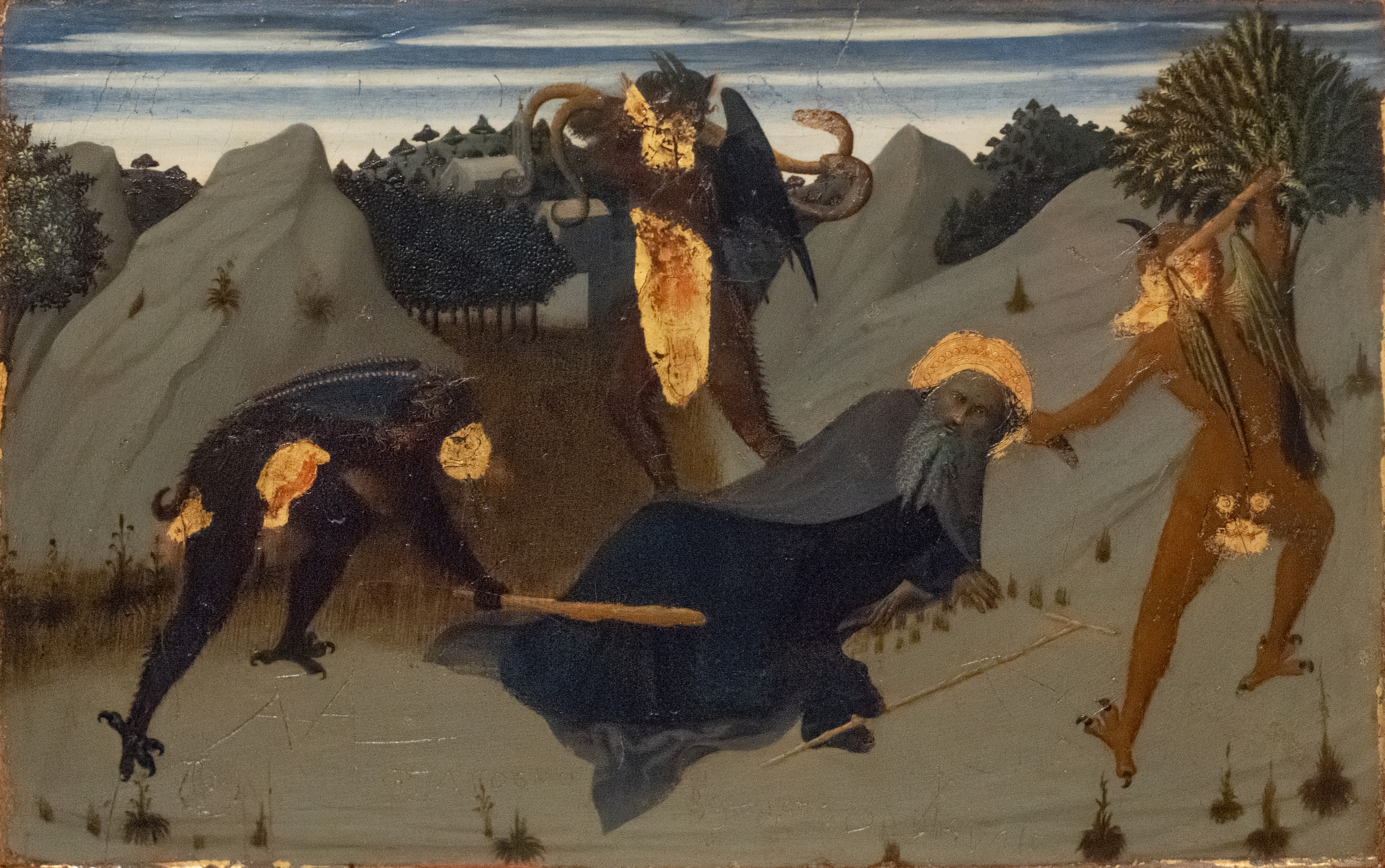
Сассетта. Алтарь Евхаристии. Панель пределлы: Св. Антоний мучимый дьяволами.1423—1426. Пинакотека, Сиена

Первой известной работой Сассетты стал алтарный образ, созданный для Палаццо дель Арте делла Лана (резиденции Гильдии шерстяников), которым гильдия хотела украсить свою капеллу в церкви Сан-Пеллегрино в Сиене. Заказанный в 1423 году, в 1777 году этот сложный алтарь был разобран, его части разошлись по разным музеям, хотя главные из них находятся в Национальной пинакотеке в Сиене. Это произведение Сассетты получило условное название «Алтарь Евхаристии». Из сохранившихся фрагментов мы видим художника, тесно связанного с традицией сиенской живописи, в частности с творчеством Пьетро и Амброджо Лоренцетти, но восприимчивого к новациям флорентийского Возрождения, несомненно, известным художнику.
Центральная картина алтаря безвозвратно утрачена. Согласно старым описаниям, на ней было изображено священное таинство евхаристии в виде дароносицы для причащения, окружённой ангелами. Алтарь состоял из множества картин, написанных на деревянных досках: «Коронование Девы Марии», «Благовещение Марии», «Св. Фома», «Св. Антоний Аббат», четыре Отца церкви — святые Иероним, Григорий, Амврозий и Августин, четыре святые покровителя Сиены — Ансаний, Виктор, Савин и Кресцентий, а также фигуры пророков Ильи и Елисея (которые сохранились, и находятся в сиенской Пинакотеке). Из крупных частей имеется только одна картина — «Св. Антоний Аббат» (Пинакотека, Сиена). Однако сохранилось много небольших картин пределлы — две сцены из жизни святого Антония падуанского (Пинакотека, Сиена), «Сожжение еретика» (Мельбурн, музей), «Установление евхаристии» (Пинакотека, Сиена), «Чудо священного таинства» (Музей Боуз Барнард Кастл), «Фома Аквинский молящийся перед алтарём Мадонны» (Музей изобразительных искусств, Будапешт), и «Фома Аквинский молящийся перед крестом» (Ватиканская Пинакотека). Иконографическая программа алтаря, судя по всему, была разработана монахами из ордена кармелитов, их можно видеть на картинах пределлы. Сассетта владел приёмами геометрической перспективы, но в картинах пределлы он передал глубину пространства иначе: с помощью ритмов холмов и скал — приём, который будет использован почти всеми сиенскими художниками XV века.

## Алтарь «Снежная Мадонна»
В 1430 году Сассета получил заказ на картину для алтаря Св. Бонифация в сиенском соборе. Над этим алтарём он работал с 1430 по 1432 год. В центральной части он изобразил Мадонну с Младенцем и ангелами, в окружении святого Франциска, Иоанна Крестителя, апостолов Петра и Павла. Самой интересной частью алтарной картины является его пределла с историей основания римской церкви Санта-Мария-Маджоре.
Название алтаря «Снежная Мадонна» связано с легендой IV века о видении Девы Марии папе Либерию, римскому патрицию Иоанну (Джованни) и его жене. Патриций и его жена были бездетны, и много лет молились о рождении ребёнка. Дева Мария во сне сказала патрицию, что ниспошлёт ему долгожданное дитя, если он выстроит церковь на холме Эсквилин, на том месте, где на следующий день он обнаружит снег. Было жаркое римское лето 5 августа 352 год]]а (или 358 года), когда на Эсквилинском холме выпал чистый белый снег. Немедленно на этом месте была заложена церковь. Само событие получило название «Чудо о снеге», и в честь него церковь (а позднее и множество других в других странах) была названа в честь Девы Марии Снежной (итал. Madonna della Neve).
Алтарь получил такое же название именно из-за пределлы, на одной из картин которой изображено «Чудо о снеге». Большая часть картин пределлы была переписана в XIX веке. Однако из того, что осталось, видно, как Сассетта пытался применить новые представления о пространственной перспективе связав их со своими «готическими» приемами: несмотря на открытость горизонта в картинах пределлы, у него вновь получается не реальное, а «мистическое» пространство, в котором разворачивается сюжет. В трактовке фигур Мадонны и Младенца можно заметить влияние Мазаччо.
После этой работы в Сиене практически не было художника, который бы в той или иной степени не испытал влияния Сассетты. Исторические документы не сообщают, чем занимался Сассетта с 1433 по 1436 год, поэтому реконструкция его творчества в этот период носит предположительный характер. Вероятно, в это время он написал алтарную картину для церкви Сан-Доменико в Кортоне «Мадонна с Младенцем и четырьмя святыми» (Муниципальный музей, Кортона), в которой сохраняется влияние готики, однако фигуры святых вызывают ассоциации с творениями Фра Анджелико, художника мистического, и, вероятно, близкого Сассетте по духу.

## Алтарь Святого Франциска
В 1437 году Стефано ди Джованни получил заказ на изготовление алтаря для церкви Сан-Франческо в городке Борго Сансеполькро. Работа над алтарём продолжалась до 1444 года в сиенской мастерской Сассетты. Это было большое произведение, напоминающее «Маэсту» Дуччо, алтарь, расписанный с двух сторон. На лицевой стороне размещался образ «Мадонны с Младенцем на троне», на обратной стороне — «Святой Франциск во славе», а по сторонам восемь сцен из его жизни. Однако, время и к этому алтарю было беспощадно: в 1752 году он был разобран, хранился в подсобном помещении, а в XIX веке то, что от него осталось, было распродано в разные коллекции.
Ныне можно видеть лишь отдельные части: «Мадонна на троне со святыми Антонием и Иоанном Богословом» (Лувр, Париж), «Экстаз Святого Франциска» и «Иоанн Креститель» (Вилла Татти, коллекция Б. Беренсона), картины с обратной стороны — «Восемь сцен из жизни Святого Франциска» (из них семь — Национальная галерея, Лондон, и одна — Музей Конде, Шантийи). Сохранились три панели из пределлы алтаря с изображениями «Чудес Блаженного Раньери Разини» — две в Лувре, Париж, одна в Берлинской картинной галерее.
Сассетта написал множество алтарных картин, ныне хранящихся в разных музеях мира. Произведения «Мадонна со святыми Иеронимом и Амвросием» из сиенской церкви Оссерванца, и ряд сцен из жизни Святого Антония теперь приписываются анонимному Мастеру Оссерванца. Среди художников, на которых Сассетта оказал непосредственное влияние, можно назвать Сано ди Пьетро и Пьетро ди Джованни д'Амброджо.
Сассетта умер в 1450 году в Сиене, работая над фресками Порта Романа (Римских ворот), из которых сохранилась лишь «Слава ангелов» на своде. Он был женат (c 1440 г.) на Габриэлле ди Буччо ди Бьянкардо. У них было трое детей, из которых старший, Джованни ди Стефано, стал скульптором. После смерти имя Сассетты было довольно скоро забыто. Оно вновь явилось на свет только в XVIII веке в результате изучения исторических документов.

## Галерея

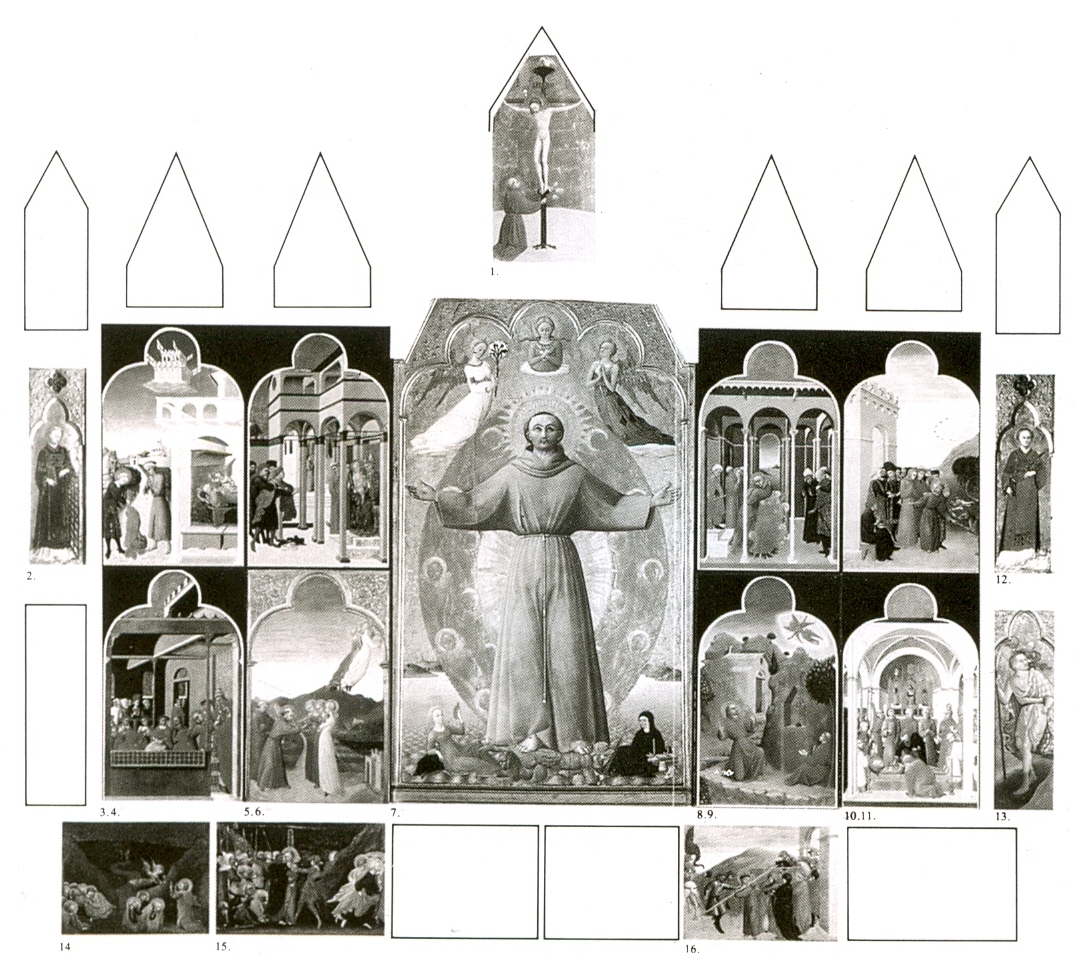
Реконструкция Алтаря Святого Франциска. 1437—1444. Оборотная сторона
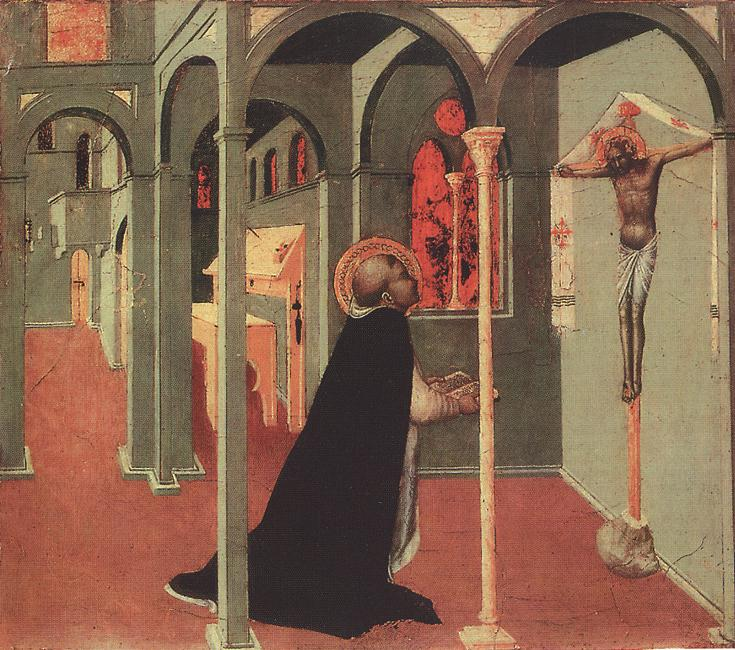
Святой Фома перед Распятием. Панель пределлы алтаря для Палаццо дель Арте делла Лана. 1423. Ватиканская пинакотека
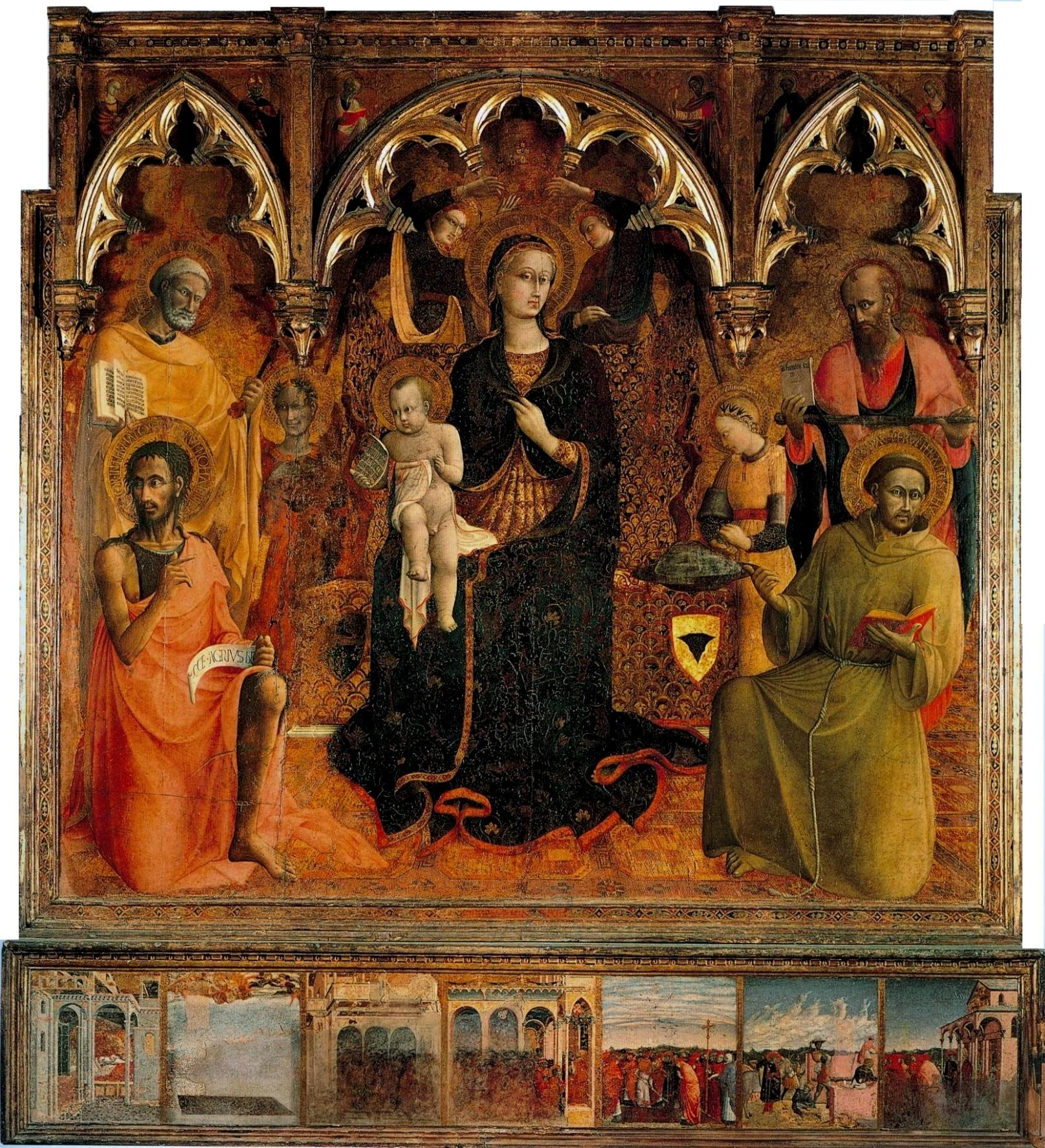
Алтарь «Снежная Мадонна». 1430—1432. Галерея Питти, Флоренция
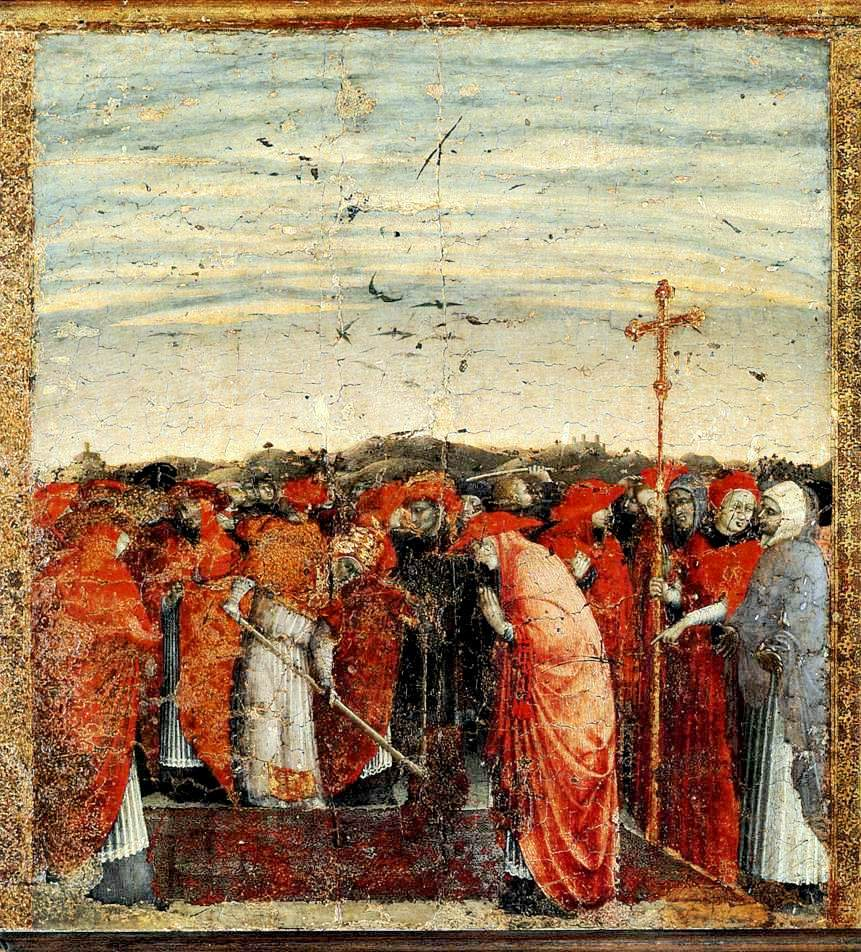
Алтарь «Снежная мадонна». 1430—1432. Панель пределлы: Основание церкви Санта-Мария-Маджоре. Галерея Питти, Флоренция
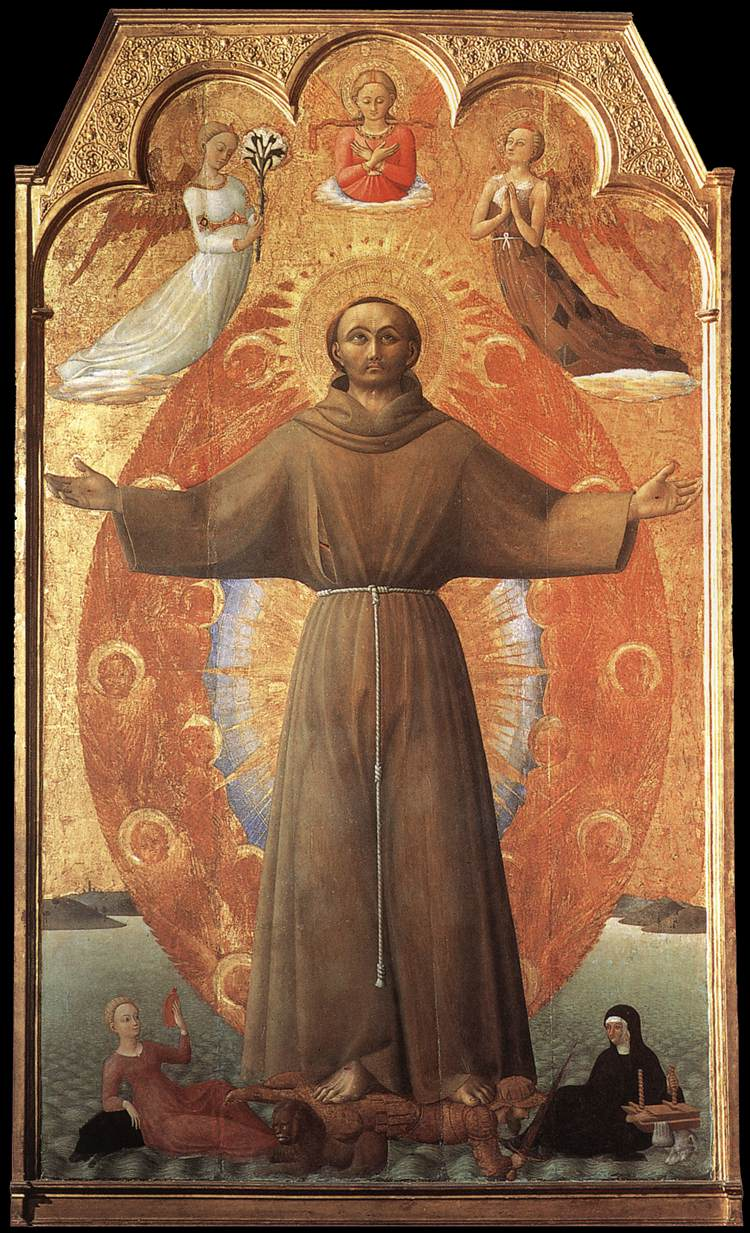
Алтарь Святого Франциска. Центральная панель: Экстаз Святого Франциска. 1437—1444. Коллекция Б. Беренсона, Вилла Татти
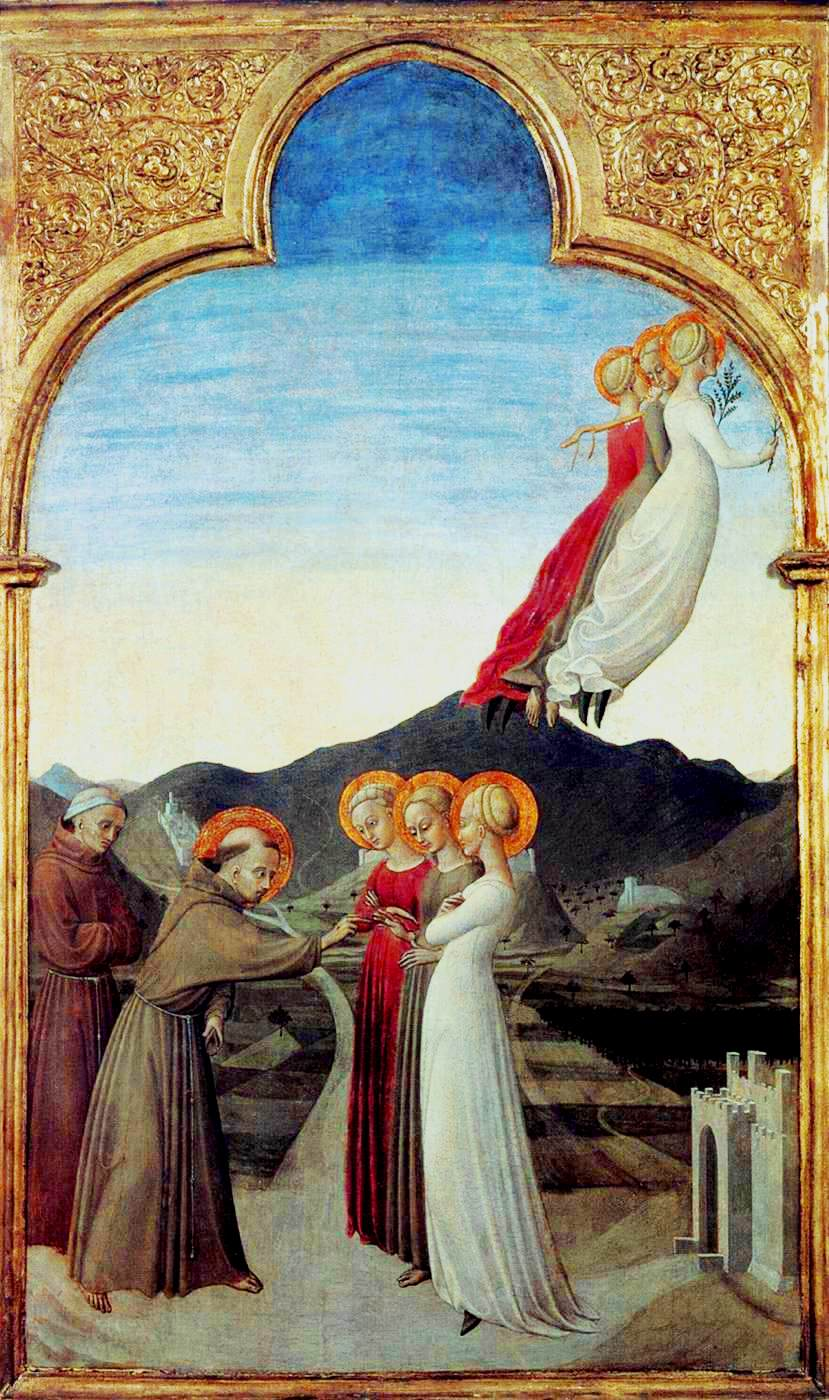
Алтарь Святого Франциска. Деталь. Обручение Святого Франциска с бедностью. 1437—1444. Музей Конде, Шантийи
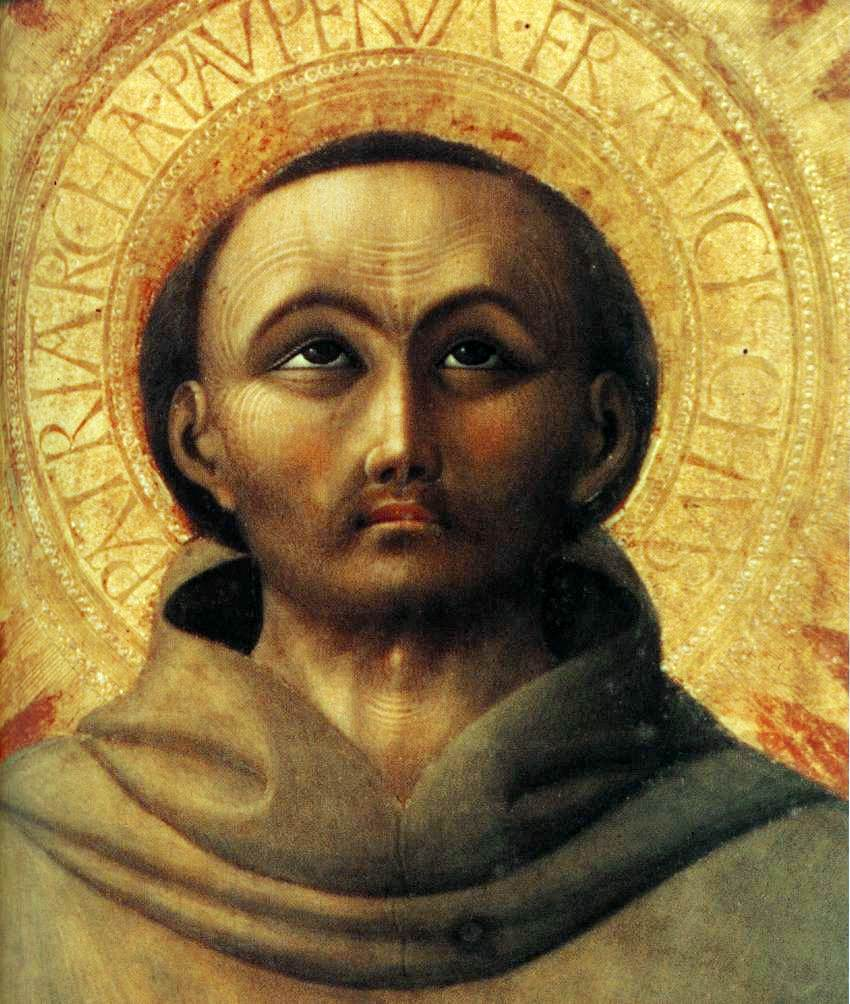
Алтарь Святого Франциска. Деталь. 1437—1444. Коллекция Б. Беренсона, Вилла Татти
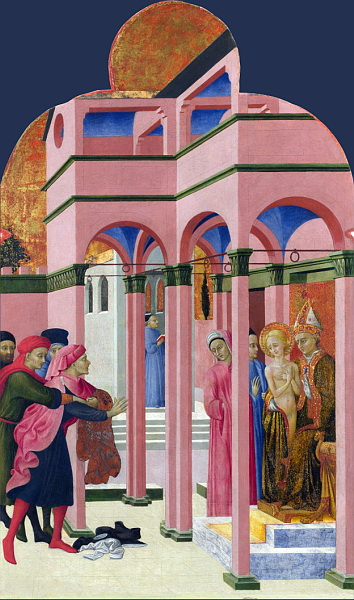
Святой Франциск оставляет отца. 1437-1444. Лондонская национальная галерея
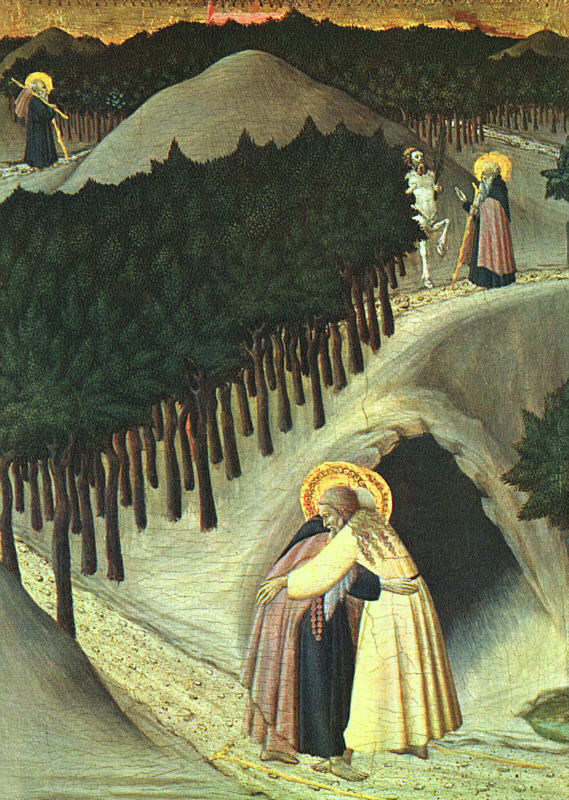
Встреча святых Антония и Павла. Ок. 1440. Национальная галерея искусства, Вашингтон
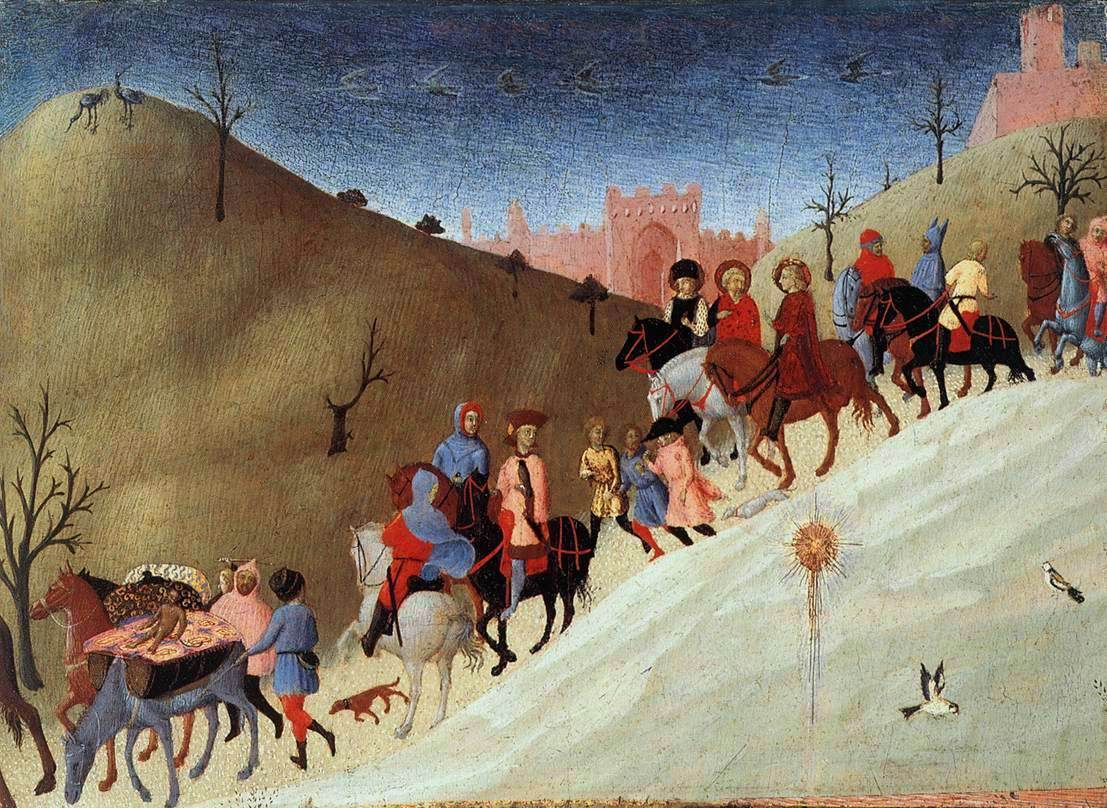
Шествие волхвов. Метрополитен-музей, Нью-Йорк
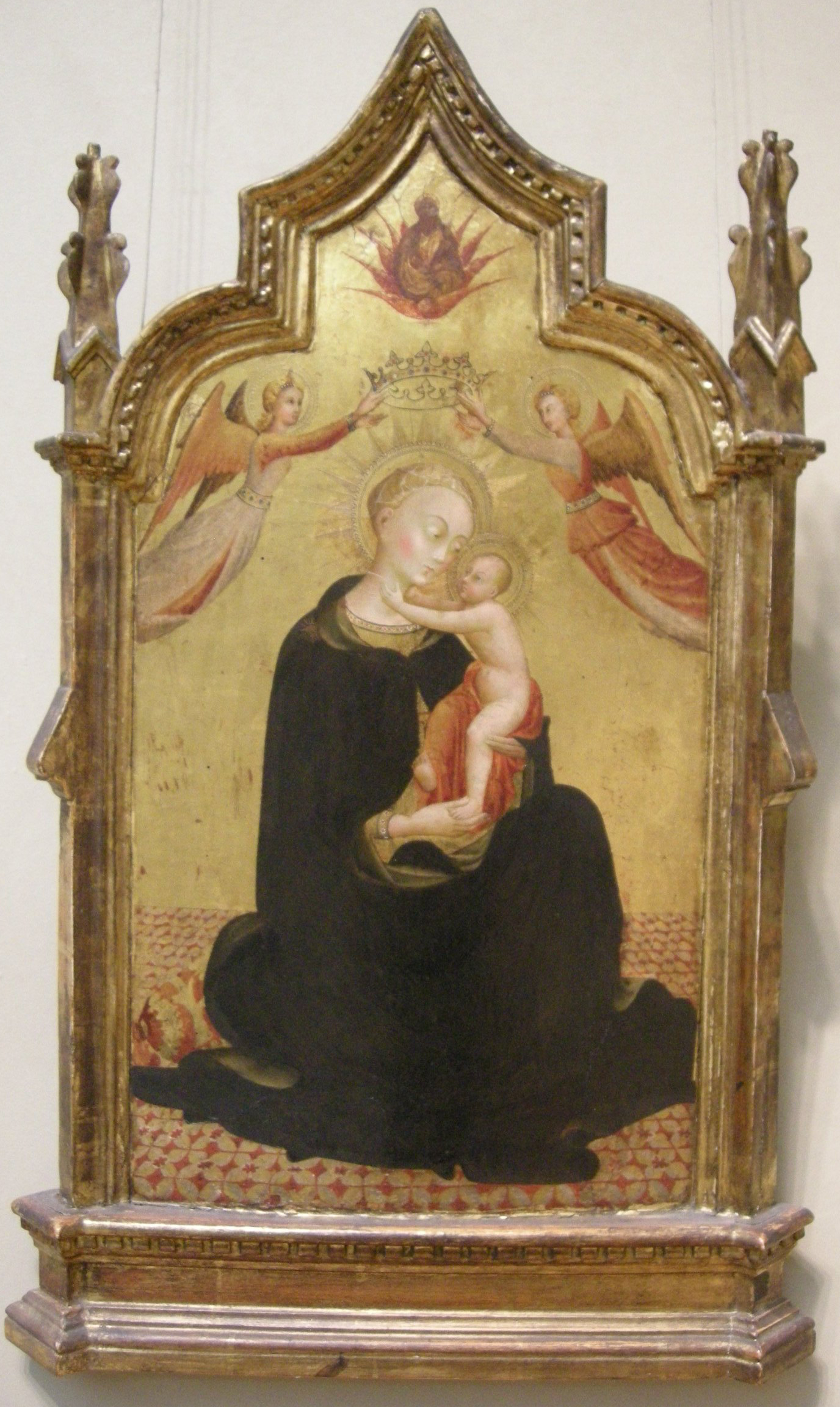
Мадонна с Младенцем и ангелами. Ок. 1445. Метрополитен-музей, Нью-Йорк
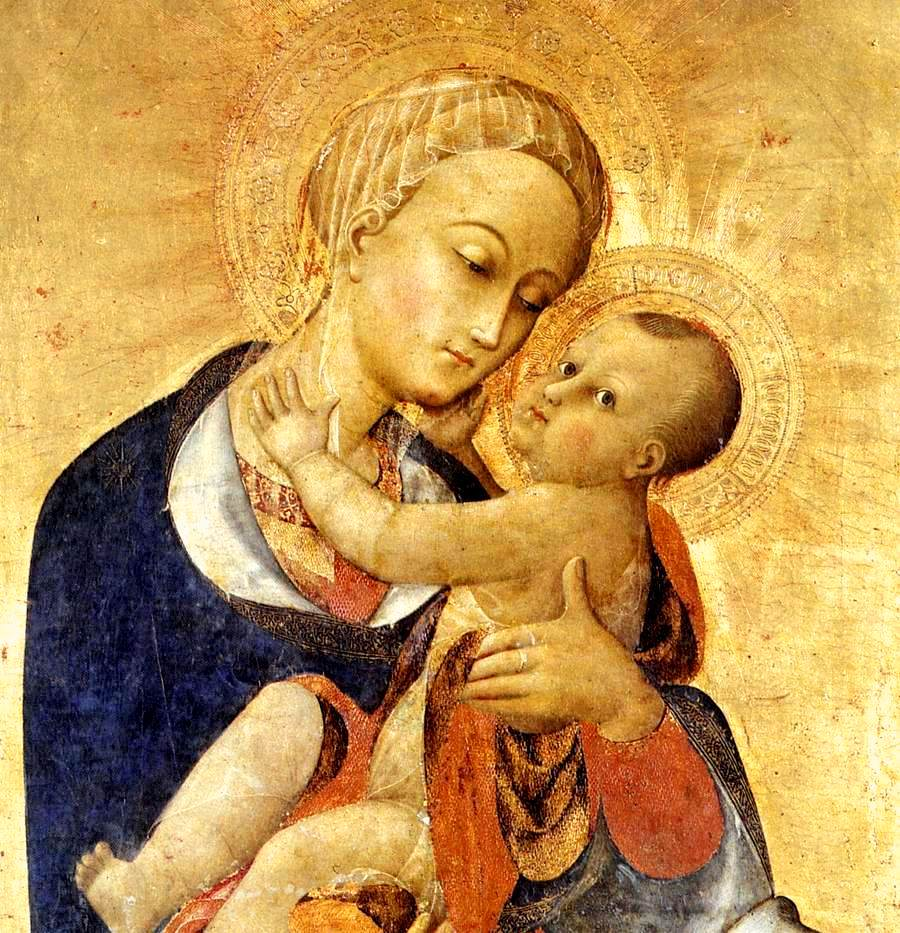
Мадонна с Младенцем и четырьмя святыми. Деталь. 1435. Муниципальный музей, Кортона